# NoMaps
NoMaps（ノーマップス）とは、2016年から北海道札幌市で開催されているコンベンションイベントである。
民間企業、官公庁、教育機関が協力しあう「ALL HOKKAIDO 体制」で運営が行われており、道内外から様々なゲストが招聘される。たとえば、2022年には、堀江貴文や落合陽一も登壇している。
民間企業では、クリプトン・フューチャー・メディア、ウエスなど道内の音楽企業が中心になっている。
NoMapsの名前の由来は、アメリカのSF作家、ウィリアム・ギブスンを追った同名のドキュメンタリー映画にちなんでおり、「地図なき領域を開拓する」という願いが込められている。

## ミッション
NoMapsのミッションとしては以下の5つが掲げられている。
1. クリエイティブ産業の活性化と他産業への波及
2. 創業支援・新産業の創造・投資の促進
3. クリエイティブな市民文化の醸成
4. 札幌・北海道の国際的知名度・魅力の向上
5. ｢世界屈指のイノベーティブなまちSAPPORO」の実現